# Monterey Park
Monterey Park és una ciutat al Comtat de Los Angeles a l'estat de Califòrnia. Segons el cens del 2005, tenia 63.928 habitants.

## Demografia
Segons el cens del 2000, Monterey Park tenia 60.051 habitants, 19.564 habitatges, i 15.240 famílies. La densitat de població era de 3.038,8 habitants/km².
Dels 19.564 habitatges en un 31,3% hi vivien nens de menys de 18 anys, en un 55,4% hi vivien parelles casades, en un 15,8% dones solteres, i en un 22,1% no eren unitats familiars. En el 17,3% dels habitatges hi vivien persones soles el 8,7% de les quals corresponia a persones de 65 anys o més que vivien soles. El nombre mitjà de persones vivint en cada habitatge era de 3,06 i el nombre mitjà de persones que vivien en cada família era de 3,43.
Per edats la població es repartia de la següent manera: un 21,3% tenia menys de 18 anys, un 8,4% entre 18 i 24, un 30,2% entre 25 i 44, un 22,2% de 45 a 60 i un 17,9% 65 anys o més.
L'edat mediana era de 38 anys. Per cada 100 dones de 18 o més anys hi havia 89,3 homes.
La renda mediana per habitatge era de 40.724$ i la renda mediana per família de 43.507 $. Els homes tenien una renda mediana de 32.463 $ mentre que les dones 29.057 $. La renda per capita de la població era de 17.661 $. Entorn del 12,4% de les famílies i el 15,6% de la població estaven per davall del llindar de pobresa.

## Poblacions properes
El següent diagrama mostra les poblacions més properes.